# فرانك كارمايكل
فرانك كارمايكل هو سياسي كندي، (و. 1887  م).